# Środek komunikacji
Środek komunikacji – nośnik (medium) procesu komunikacji – przekazywania (wymiany) informacji pomiędzy ludźmi, niezależnie od przyjętego języka.
Środki komunikacji można podzielić na środki komunikacji indywidualnej oraz środki masowego przekazu (mass media). Media indywidualne służą wymianie informacji ze ściśle oznaczonym adresatem (adresatami), zwykle o charakterze prywatnym. Media masowe pośredniczą w wymianie informacji z szeroką grupą osób, zwykle anonimową. Współcześnie podział ten może tracić na wyrazistości, wobec używaniu środków indywidualnych do celów masowych (np. spam czy listy dyskusyjne) i nabierania charakteru indywidualnego przez środki masowe (np. telewizja interaktywna, wideo na życzenie).

## Środki komunikacji indywidualnej
- komunikacja bezpośrednia (niewymagająca udziału przedmiotów):
  - mowa (komunikacja werbalna)
  - gesty i mimika (komunikacja niewerbalna)
- komunikacja pośrednia:
  - pismo (papier, ekran itp.)
  - telefon
  - SMS / MMS
  - komunikator internetowy
  - VoIP (w tym wideokonferencja)
  - poczta elektroniczna
  - czat
  - IRC
  - forum dyskusyjne